# Marco Minúcio Félix
Marco Minúcio Félix (em latim: Marcus Minucius Felix) foi um dos mais primeiros apologistas latinos do Cristianismo.
De sua história pessoal, nada se sabe, e até a data em que ele escreveu só pode ser inferida por aproximação como sendo entre 150-270. De Viris Illustribus de Jerônimo, no capítulo 58, fala sobre ele como "Romae insignis causidicus", embora seja provável que ele esteja apenas melhorando um pouco a expressão utilizada por Lactâncio, que se referiu a ele como "non ignobilis inter causidicos loci".

## Vida e obras
Hoje em dia ele é conhecido exclusivamente por seu "Otávio", um diálogo sobre o Cristianismo entre um pagão, Cecílio Natal, e um cristão, Otávio Januário.
Octavius é claramente anterior à obra Quod idola dei non sint de Cipriano, que se utiliza dele. Quão anterior, porém, só é possível ser determinado em relação à obra Apologeticum, de Tertuliano. Desde a exaustiva defesa de A.Ebert em 1868, repetida em 1889, a prioridade de Minúcio é geralmente aceita. As objeções podem ser encontradas no artigo na Dicionário de Biografias Cristãs de G. Salmon.

## Edições
- F. Sabaeus-Brixianus, como livro VIII de Arnóbio (Roma, 1543)
- F. Balduinus, primeira edição isolada (Heidelberg, 1560)
- Jacques Paul Migne, Patrologia Latina livro III. 239
- Karl Felix Halm e, Corp. Scr. Lcd. Lat. (Viena, 1867)